# Hans Rehmann
Hans Rehmann (Zurigo, 20 marzo 1900 – Langenthal, 10 agosto 1939) è stato un attore svizzero.

## Filmografia
La filmografia è completa.
- Liebe, regia di Paul Czinner (1927)
- Donna perduta (The Way of Lost Souls), regia di Paul Czinner (1929)
- Klippen der Ehe, regia di Dyk Rudensky (1930)
- Die Jagd nach dem Glück, regia di Rochus Gliese (1930)
- Alle soglie dell'impero (Das Flötenkonzert von Sans-souci), regia di Gustav Ucicky (1930)
- Schachmatt, regia di Georg Asagaroff (1931)
- Panik in Chicago, regia di Robert Wiene (1931)
- Die Pranke, regia di Hans Steinhoff (1931)
- Il generale York (Yorck), regia di Gustav Ucicky (1931)
- Avventura di una bella donna (Das Abenteuer der Thea Roland), regia di Henry Koster (1932)
- Unmögliche Liebe, regia di Erich Waschneck (1932)
- Wie d'Warret würkt, regia di Walter Lesch (1933)